# مطار الملك سعود المحلي
مطار الملك سعود بن عبد العزيز (إياتا: ABT، إيكاو: OEBA) هو مطار اقليمي يبعد عن مدينة الباحة جنوب غرب السعودية حوالي 45 كم في الاتجاه الشرقي، تم إنشاء مطار الملك سعود بن عبد العزيز سنة 1983 بمساحة الكلية للمطار حوالي 4.858 م2، ويستخدم المطار في الرحلات الداخلية بالإضافة إلى الرحلات الدولية المواصلة، وتبلغ قدرته الاستيعابية 250 ألف مسافر.

## الموقع
يقع مطار الملك سعود بن عبد العزيز في شرق منطقة الباحة بمحافظة العقيق ويبعد عن مدينة الباحة حوالي 45 كم، وقد تم إنشاء المطار عام 1402 هـ.
يقع المطار على مساحة 4,85 كم2.

## مرافق المطار
يضم المطار قسم لمكاتب الطيران، وصالات لرجال الأعمال، وأربع شركات لتأجير السيارات في صالات القدوم والمغادرة، ومواقف للسيارات، ويقدم خدمات الاتصالات والطعام والهدايا وتغليف الأمتعة، إضافة إلى خدمات النقل خارج الصالات، والخدمات البنكية.

## شحن السيارات الكهربائية
هي خدمة تم إطلاقها في 2024م، وتعتبر ضمن خطة تستهدف الشركة بها توسيع التجربة على جميع المطارات التابعة لها.
تهدف خدمة شحن السيارات الكهربائي، إلى تعزيز الأهداف البيئية والاقتصادية بما يحفز استخدام السيارات الكهربائية، ويسهم في تقليل الانبعاثات الكربونية وتحسين جودة الهواء في بيئة المطارات بالمملكة، إضافة للرقي بمكانة المملكة كأحد المحطات الرائدة في التنقل النظيف وتطوراً في صناعة الطاقة المتجددة.

## خطوط وشركات الطيران
- الخطوط الجوية العربية السعودية (الدمام، جدة، الرياض)
  - طيران ناس (الرياض،الدمام،جدة وقريباً المدينة المنورة)